# シンメル

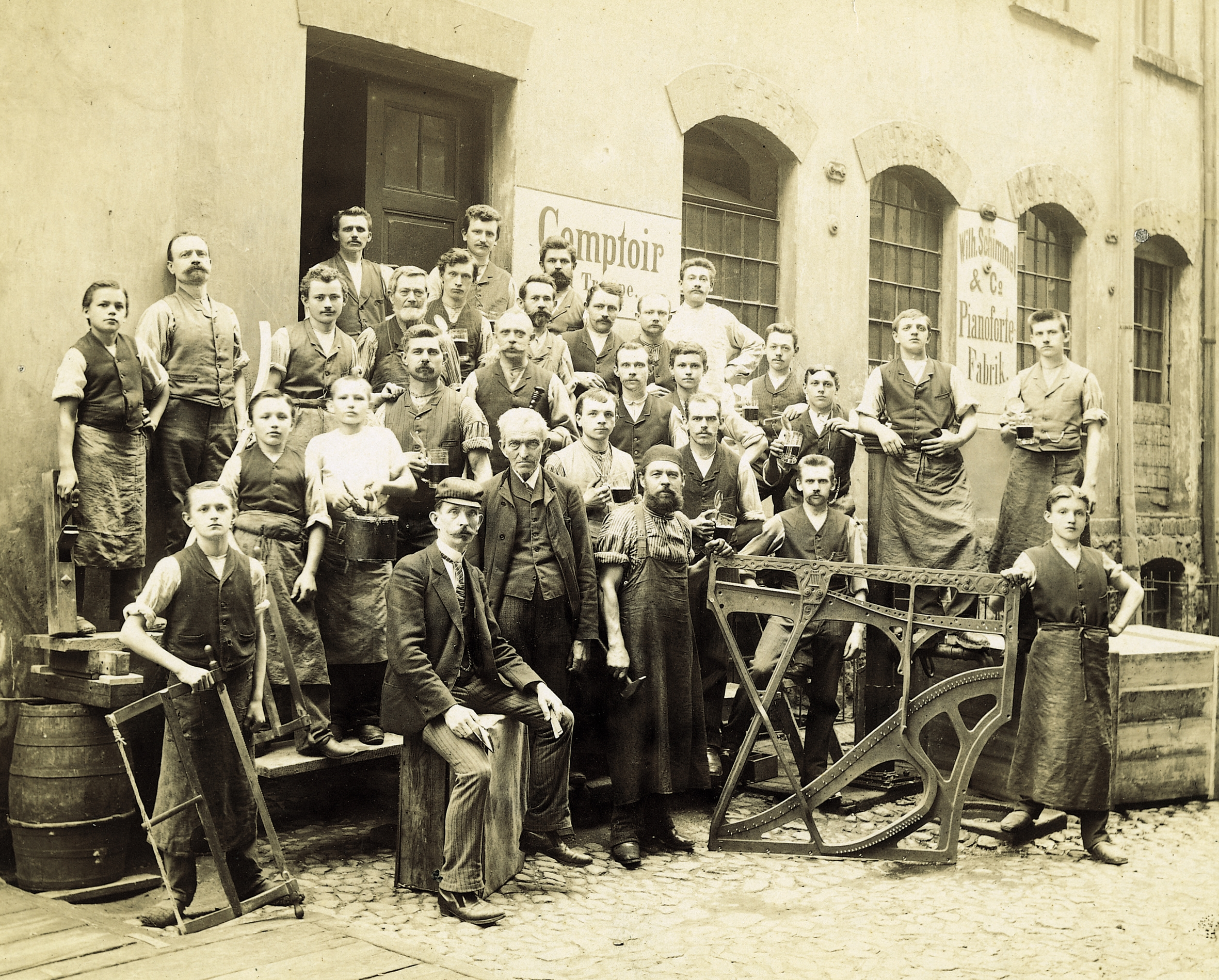
ヴィルヘルム・シンメルと工場労働者、1896年。

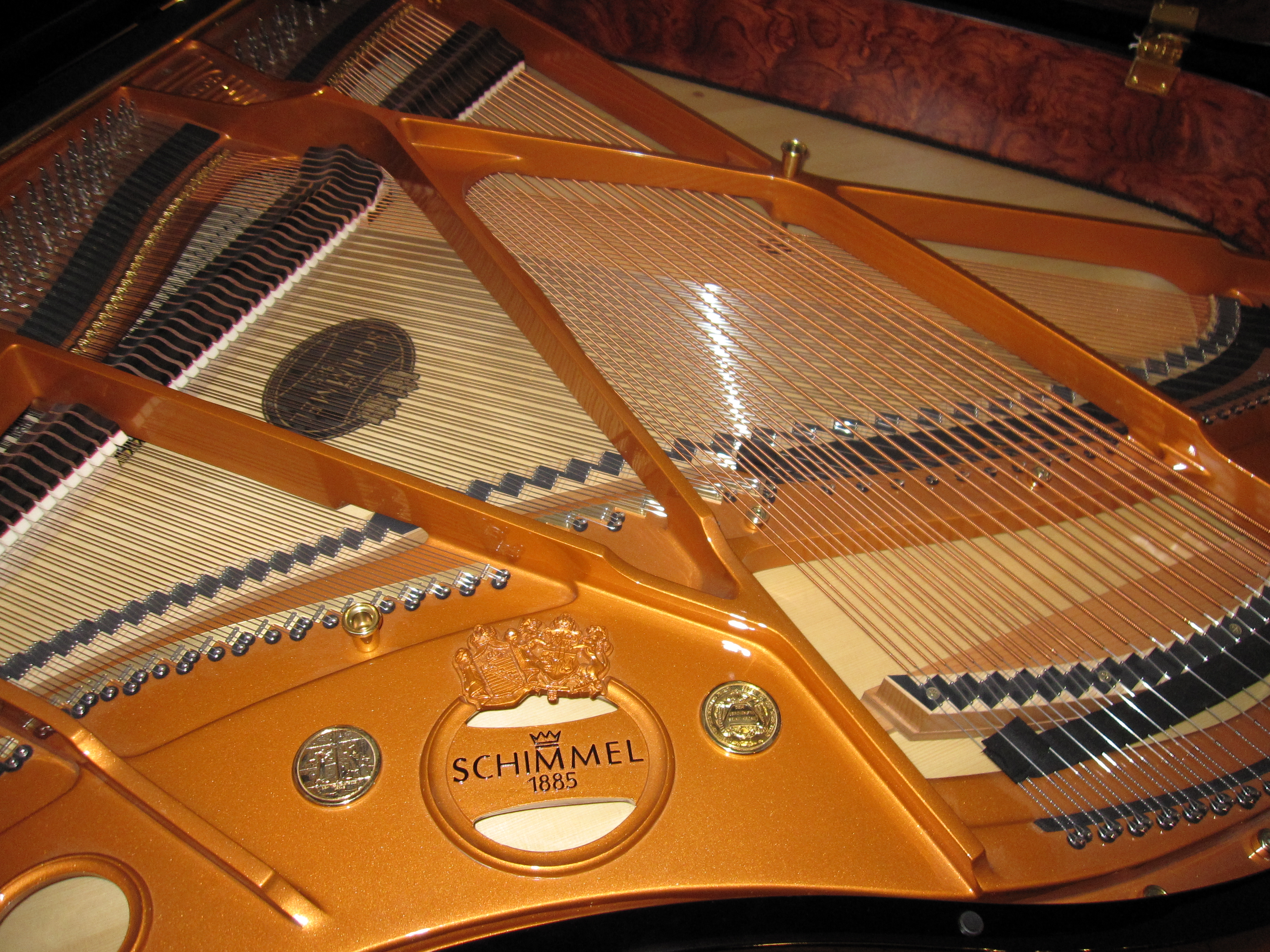
シンメルピアノの内部

ヴィルヘルム・シンメル・ピアノフォルテファブリック（Wilhelm Schimmel Pianofortefabrik）GmbH、通称シンメルはドイツのピアノ製造会社である。生産数が多く、ドイツ最大のピアノメーカー。クリスタル・ピアノの開発などでも知られる。数世代にわたってシンメル家による同族経営を続けている。現在の主要株主は中国のパールリバー・ピアノグループである。

## 概要
1885年、ヴィルヘルム・シンメル (Wilhelm Schimmel) によってライプツィヒで創業され、1939年にブラウンシュヴァイクに移転した。アップライトピアノの小型化を成し遂げたメーカーであり、大量生産の利を生かし普及価格帯からのラインナップを持つ。クリスタル・ピアノやルイジ・コラーニのデザインした "Pegasus" ピアノ等も製造する。かつてヤマハが日本代理店であった。現在の日本総代理店は東京都国立市のムサシ楽器。
1961年にフランスのガヴォー・エラール・プレイエルを買収、25年間、プレイエルのピアノを生産した。
2009年8月に経済危機を受けて破産手続きを申請した。特に米国向けの受注が激減したことが要因となっている。2010年4月、会社が財政的に再建された後、再び支払能力があり健全となり、ドイツ当局による保護状態が解かれた。
2010年5月、ブラウンシュヴァイクのブラウンシュヴァイク大聖堂で125周年の特別式典が開催され、いくつかの新モデルが発表された。
2016年1月、中国のパールリバー・ピアノグループがシンメルの株式の90%以上を取得した。